# Joel Kamnitzer
Joel Kamnitzer (* um 1978) ist ein kanadischer Mathematiker.
Kamnitzer studierte an der University of Waterloo (Bachelor-Abschluss 2001) wurde 2005 an der University of California, Berkeley bei Allen Knutson promoviert (Mirkovic-Vilonen cycles and polytopes). Als Post-Doktorand war er am MIT, am MSRI und in Berkeley. 2008 wurde er Assistant Professor und danach Associate Professor an der University of Toronto.
Er befasst sich mit (geometrischer und kombinatorischer) Darstellungstheorie, algebraischer Geometrie, Knoten-Homologie nach Mikhail Khovanov.
Er war von 2011 bis 2012 Mitherausgeber der Mathematischen Zeitschrift. 2011 erhielt er den André Aisenstadt Prize, 2021 den Jeffery-Williams-Preis. 2012–2014 war er Sloan Research Fellow. 2022 war er eingeladener Sprecher auf dem Internationalen Mathematikerkongress (Perfect bases in representation theory: three mountains and their springs) und wurde in die Royal Society of Canada gewählt.

## Schriften
- Mirkovic-Vilonen cycles and polytopes, Annals of Mathematics, Band 171, 2010, S. 245–294 (aus der Dissertation entstanden).
- mit Sabin Cautis: Knot homology via derived categories of coherent sheaves, Teil 1,2, Duke Mathematical Journal, Band 142, 2008, S. 511–588, Inventiones Mathematicae, Band 174, 2008, S. 165–232.
- mit S. Cautis, A. Licata: Categorical geometric skew Howe duality, Inventiones Mathematicae, Band 180, 2010, 111–159.
- mit Pavel Etingof, A. Henriques, E. Rains: The cohomology ring of the moduli space of stable curves of genus 0 with marked points, Annals of Mathematics, Band 171, 2010, S. 731–777.
- Perfect bases in representation theory: three mountains and their springs, ICM 2022, Arxiv